# Селижаровка
Селижаровка (рус. Селижаровка) река је на северозападу европског дела Руске Федерације и прва значајнија притока реке Волге у коју се улива код варошице Селижарово као лева притока. Протиче преко територија Осташковског и Селижаровског рејона на северозападу Тверске области.
Река Селижаровка је отока језера Селигер из којег истиче у југозападном делу. У горњем делу тока њено корито је ширине између 25 и 30 метара, има доста брзака и карактерише је брз ток. Речне обале су доста високе и обрасле густим шумама. У доњем делу тока корито се шири до 40 метара (колика је отприлике и ширина Волге на месту ушћа Селижаровке), а ток је знатно мирнији.
Укупна дужина водотока је 36 km, површина сливног подручја 2.950 km², а просечан проток воде у зони ушћа око 20 m³/s.
Најважније притоке су Тихвина (36 km) и Сижина (16 km), обе леве.